# Herman Hermansson (guldsmed i Marstrand)
Herman Hermansson, död 22 februari 1822, var en guldsmed verksam i Marstrand.
Herman Hermansson inskrevs som lärling hos guldsmeden Melchior Faust i Göteborg 1778 och stannade där till 1783. Från 1787 stämplade han som gesäll arbeten i Marstrand. Han har utfört en mästerstycksritning i oktober 1794 och blev troligen mästare då, åtminstone året därpå omtalas han som sådan. Bland hans arbeten märks bland annat en oblatask för Mollösunds kapell samt svampdosor och dräktsilver i Nordiska museets samlingar.